# Aiphanes duquei
Aiphanes duquei Burret es una especie de plantas de la familia de las palmeras (Arecaceae).

## Descripción
Aiphanes duquei es una pequeña palmera que alcanza un tamaño de hasta 5 metros  de altura, con tallos de unos 5 centímetros de diámetro que se cubren con negras espinas de hasta 15 cm de largo. Los tallos crecen solos, no en grupos clonales. Los individuos que tienen entre 8 y 9 hojas que consiste en una vaina de la hoja, un pecíolo y un raquis. Las  vainas de las hojas, que se envuelven alrededor del tallo, miden 72 cm  de largo. Los pecíolos son de color amarillo a marrón, de 4 a 25 cm de largo, y están cubiertas de espinas de hasta 10 cm de largo. Raquis de 91 a 110 cm  y espinas dispersas de hasta 3 cm  de largo. Hojas ambas identificadas 23 a 35 pares de foliolos.
Las flores masculinas, que son de color púrpura, miden 4-5,2 milímetros de largo. Las flores femeninas son más grandes de 13 a 20 mm de largo. Los frutos son de color rojo, de 9 a 12 mm  de largo.

## Distribución y hábitat
Es endémica de Colombia en Munchique y los Farallones de Cali National Parks. Su hábitat natural son las regiones tropicales o subtropicales húmedas de tierras bajas y los bosques subtropicales y tropicales húmedos de montaña. Está tratada en peligro de extinción por la pérdida de hábitat.

## Taxonomía
Aiphanes duquei fue descrito por Max Burret y publicado en Notizblatt des Botanischen Gartens und Museums zu Berlin-Dahlem 13: 492. 1937.
Etimología
Aiphanes: nombre genérico que está formado por los vocablos griegos aei, "siempre", y phanes, "vistoso".
duquei: epíteto otorgado en honor del recolector J.M. Duque